# Eublemma maxima
Eublemma maxima is een vlinder van de familie van de spinneruilen (Erebidae). De wetenschappelijke naam van deze soort is voor het eerst voorgesteld door Fibiger & Hacker in een publicatie uit 2002.
De soort komt voor in Jemen.